# Gerald van den Belt
Gerald van den Belt (Kampen, 24 augustus 1972) is een Nederlands voetbalbestuurder en voormalig voetballer.

## Carrière
Als speler kwam Van den Belt tussen 1995 en 2001 uit voor FC Zwolle, dat destijds in de Eerste divisie speelde. In 2005 werd hij algemeen directeur van FC Zwolle. Vanaf 2009 bekleedde hij deze functie bij SC Cambuur. Met deze club maakte hij in 2013 het kampioenschap in de Eerste divisie en promotie naar de Eredivisie mee. Per 1 februari 2015 trad Van den Belt in dienst van FC Twente, waar hij als statutair bestuurder verantwoordelijk werd voor de post financiën en personele zaken. Op 2 maart 2016 legde hij zijn functie neer na een aanbeveling hiertoe in een rapport van de curator van FC Twente.

### Carrièrestatistieken
| Seizoen         | Club            | Land            | Competitie      | Competitie | Competitie | Beker | Beker | Internationaal | Internationaal | Overig | Overig | Totaal | Totaal |
| Seizoen         | Club            | Land            | Competitie      | Wed.       | Dlp.       | Wed.  | Dlp.  | Wed.           | Dlp.           | Wed.   | Dlp.   | Wed.   | Dlp.   |
| --------------- | --------------- | --------------- | --------------- | ---------- | ---------- | ----- | ----- | -------------- | -------------- | ------ | ------ | ------ | ------ |
| 1995/96         | FC Zwolle       | Nederland       | Eerste divisie  | 29         | 3          | –     | 1     | 0              | 0              | 0      | 0      | 29     | 4      |
| 1996/97         | FC Zwolle       | Nederland       | Eerste divisie  | 10         | 0          | 0     | 0     | 0              | 0              | 0      | 0      | 10     | 0      |
| 1997/98         | FC Zwolle       | Nederland       | Eerste divisie  | 25         | 7          | –     | 1     | 0              | 0              | 0      | 0      | 25     | 8      |
| 1998/99         | FC Zwolle       | Nederland       | Eerste divisie  | 32         | 4          | 3     | 0     | 0              | 0              | 6      | 0      | 41     | 4      |
| 1999/00         | FC Zwolle       | Nederland       | Eerste divisie  | 18         | 2          | 2     | 1     | 0              | 0              | 0      | 0      | 20     | 3      |
| 2000/01         | FC Zwolle       | Nederland       | Eerste divisie  | 24         | 8          | 0     | 0     | 0              | 0              | 0      | 0      | 24     | 8      |
| Carrière totaal | Carrière totaal | Carrière totaal | Carrière totaal | 138        | 24         | 5     | 3     | 0              | 0              | 6      | 0      | 149    | 27     |